# Rape
Il rape era una suddivisione tradizionale della contea del Sussex in Inghilterra. L'origine è sconosciuta, ma precede la conquista normanna. Ogni rape era costituito da diverse centene, ed era una divisione intermedia tra la contea e la centena. In questo, un rape è molto vicino ai  lathe del Kent e ai riding dello Yorkshire.

## Etimologia
Il nome dovrebbe provenire dalla divisione territoriale islandese hreppr, anche se questa etimologia è scartata dal New English Dictionary. L'origine potrebbe quindi essere dal sassone rap (corda), dato che le corde erano usate per segnare gli appezzamenti di terra. Potrebbe anche derivare dal francese antico raper, che significa "prendere con la forza".